# (21659) Fredholm
(21659) Fredholm est un astéroïde de la ceinture principale.

## Description
(21659) Fredholm est un astéroïde de la ceinture principale. Il fut découvert le 13 août 1999 à Prescott (Arizona) par Paul G. Comba. Il présente une orbite caractérisée par un demi-grand axe de 2,57 UA, une excentricité de 0,15 et une inclinaison de 4,9° par rapport à l'écliptique.

## Compléments